# Heteragrion rubrifulvum
Heteragrion rubrifulvum är en trollsländeart som beskrevs av Donnelly 1992. Heteragrion rubrifulvum ingår i släktet Heteragrion och familjen Megapodagrionidae. Inga underarter finns listade i Catalogue of Life.